# Sudeikiai
Sudeikiai (ryska: Судейкяй) är en ort i Litauen. Den ligger i den östra delen av landet, 100 km norr om huvudstaden Vilnius. Sudeikiai ligger 151 meter över havet och antalet invånare är 407.
Terrängen runt Sudeikiai är platt. Runt Sudeikiai är det ganska glesbefolkat, med 42 invånare per kvadratkilometer. Närmaste större samhälle är Utena, 10,6 km sydväst om Sudeikiai. Omgivningarna runt Sudeikiai är en mosaik av jordbruksmark och naturlig växtlighet.